# Lettonie aux Jeux paralympiques d'hiver de 2022
La Lettonie participe aux Jeux paralympiques d'hiver de 2022 à Pékin en Chine du 4 au 13 mars 2022. Il s'agit de sa troisième participation à des Jeux d'hiver, un retour après seize ans absence.
Le comité national est engagé dans le tournoi mixte de curling en fauteuil ; la délégation , outre les cinq curlers, est composé des deux entraineurs Arnis Veidemanis et Rihard Jeske, de la physiothérapeute 
Signe Rinkule et de la cheffe de mission Zane Skujiņa.

## Compétition

### Curling en fauteuil
L'équipe lettonne en fauteuil roulant est composé de la capitaine Polina Rozhkova, du vice-capitaine Ojars Briedis, Agris Lasmans, Aleksandrs Dimbovskis, Sergueï Djachenko.